# Język norweski
Język norweski (norw. norsk) – język z grupy skandynawskiej języków germańskich. Dialekty norweskie tworzą z dialektami szwedzkimi i dialektami duńskimi kontinuum, w którym występuje zjawisko asymetrycznej wzajemnej zrozumiałości (osobom znającym norweski łatwiej jest zrozumieć języki skandynawskich sąsiadów). Współczesny język norweski nie posiada ujednoliconego standardu wymowy; wszystkie dialekty uchodzą za równorzędne. Do zapisu wykorzystywane są dwa standardy piśmiennicze: bokmål (dosł. „język książkowy”) oraz nynorsk (dosł. „nowonorweski”). Język posiada status urzędowego w Norwegii.
Formalnie rzecz biorąc, oba warianty języka pisanego są równoważne i równouprawnione na podstawie ustawy o używaniu języka w urzędach publicznych z 1980 roku. W praktyce wariant nynorsk preferowany jest tylko przez około 10% użytkowników języka, mimo że większość lokalnych odmian języka jest przezeń znacznie lepiej oddawana na piśmie. Wpływ na to mają kwestie pozajęzykowe, związane z postrzeganiem obu form języka pisanego przez samych Norwegów, a także ich genezą – podczas gdy oparty na duńszczyźnie bokmål rozkwitał przede wszystkim w miastach, mający swe źródła w rodzimych norweskich dialektach nynorsk kojarzony jest głównie z obszarami wiejskimi.
Norweski jest jednym z języków Rady Nordyckiej. Dzięki Konwencji języków nordyckich obywatele państw nordyckich mówiący po norwesku mają prawo korzystać z tego języka w kontaktach z urzędami państwowymi, nie ponosząc przy tym żadnych kosztów związanych z ewentualnym tłumaczeniem. Konwencja weszła w życie 1 marca 1987.

## Klasyfikacja i spokrewnione języki
Norweski jest językiem indoeuropejskim z grupy północnej (skandynawskiej) języków germańskich. W modelu genetycznym klasyfikuje się go jako język zachodnioskandynawski; do podgrupy tej należą także farerski i islandzki, mające korzenie w zachodnich dialektach staronordyjskich. Nowsze analizy, biorące pod uwagę długotrwały wpływ wschodnioskandynawski – najpierw przez wiele stuleci duński, a później także szwedzki – postulują natomiast nowy podział grupy północnej na języki kontynentalne – w tej grupie norweski, szwedzki oraz duński – oraz wyspiarskie – islandzki i farerski. Podstawą dla takiego stanowiska jest znaczna (choć asymetryczna) wzajemna zrozumiałość języków kontynentalnych z jednej strony i istotne różnice między norweskim a językami wyspiarskimi z drugiej. Nie zgadzają się z nim jednak badacze norweskich dialektów, opierając swoje zdanie na tym, że reklasyfikację oparto głównie na podobieństwie języków pisanych, nigdy nie przeprowadzono natomiast badań terenowych, pozwalających stwierdzić, jak daleko posuniętą wzajemną zrozumiałość wykazują poszczególne dialekty. W istocie część gwar zachodnionorweskich wykazuje znaczny konserwatyzm zarówno w leksyce, jak i morfologii.

## Status
Liczbę użytkowników języka norweskiego szacuje się na od 4,7 do 5 milionów. Norweski jest jednym z języków urzędowych w Norwegii, a także jednym z trzech języków roboczych Rady Nordyckiej. Rada Języka Norweskiego jest ciałem doradczym, zajmującym się ochroną i promocją języka norweskiego.

## Historia

### Etymologia
Nazwa własna języka po norwesku norsk wywodzi się od strnord. przymiotnika nor(ð)rœnn, oznaczającego pierwotnie „północny”. W obszarze zachodnioskandynawskim otrzymał on dodatkowe znaczenie „pochodzący z północy, związany z północą” i w wielu kontekstach używany był rzeczownikowo, stąd dodanie do niego w dobie średniej wtórnej końcówki przymiotnikowej -skr (współcześnie -sk, por. ang. -ish i niem. -isch). Nowa forma nornskr weszła do użycia najpewniej w połowie XV wieku, oznaczała konkretnie „nordyjski z Norwegii” i jest bezpośrednim przodkiem formy współczesnej. Nazwa spokrewnionego z norweskim języka norn również wywodzi się od przymiotnika nor(ð)rœnn – nie dodano do niej jednak żadnego afiksu.
W języku polskim przymiotnik norweski jest derywowany od nazwy państwa Norwegia, która to z kolei wywodzi się od zlatynizowanej, znanej w średniowieczu formy Norvegia, oddającej strnor. Norðrvegr.

### Doba starsza
Język norweski wywodzi się z zachodnich dialektów języka staronordyjskiego, a o jego odrębności względem staroislandczyzny można mówić od ok. XII wieku. To w tych czasach można zaobserwować pierwsze zjawiska, które – mimo że przechodziły w podobnej kolejności – pozwalają mówić o obu tych mowach jako odrębnych językach, ponieważ różnice pomiędzy poszczególnymi dialektami kontynentalnymi były w pewnym stopniu mniejsze, niż między kontynentem a Islandią. Przykładem takiej wczesnej zmiany jest odmienne traktowanie nagłosowych zbitek spółgłoskowych z /v/ i /h/: podczas gdy w dialektach norweskich te pierwsze zostały zachowane, a drugie uproszczone (strnord. vrangr > norw. vrang [ʋʀɑŋ] „fałszywy”, strnord. hljóð > norw. ljod [(l)juːd], lyd [lyːd] „dźwięk”), na Islandii miała miejsce sytuacja odwrotna (strnord. vrangr > isl. rangur [rauŋkʏr] „błędny”, strnord. hljóð > isl. hljóð [l̥jouːð] dźwięk). Inne zjawiska, obecne po dziś dzień w języku norweskim, które datuje się na dobę starszą w historii tej mowy, to zjawisko harmonii wokalicznej (norw. jamning), przegłos postępowy (w opozycji do wcześniejszego wstecznego; proces powszechny szczególnie w regionie Trøndelag i na wschodzie kraju, stąd bm. hjerte, ale nyn. hjarta) oraz lenicja i stopniowy zanik wygłosowego lub otoczonego przez samogłoski g (proces nieodzwierciedlony w piśmie). W dobie starszej rozpoczyna się także wyrównywanie odmian, inaczej niż to ma miejsce w języku islandzkim, który zachowuje po dziś dzień znaczną część staronordyjskich końcówek fleksyjnych.
W dobie starszej rozpoczął się wykształcać pierwszy norweski quasi-standard językowy o zasięgu ogólnokrajowym. Opierał się on na gwarach z okolic Nidaros, które do 1217 było siedzibą norweskich władców (później stolicę przeniesiono do Bergen). Wraz z zawarciem unii kalmarskiej, w której Norwegia była najsłabszym partnerem, język ten był jednak stopniowo wypierany przez duński. Stopniowe przyjmowanie duńszczyzny przez elity zostało znacznie przyspieszone przez wybuch, w 1350, epidemii czarnej śmierci, która to miała w Norwegii szczególnie dotkliwy przebieg. Wydarzenie to rozgranicza także dobę starszą i średnią.

### Doba średnia
Doba średnia to stosunkowo krótki, datowany na dwa stulecia między wybuchem czarnej śmierci (1350) a przyjęciem luteranizmu jako religii państwowej w Królestwie Danii i Norwegii w 1536, okres bardzo intensywnych zmian w języku, połączony z regresem języka literackiego i pogłębiającym się rozdrobnieniem dialektalnym norweszczyzny. Kluczową zmianą w tym okresie jest powiązanie wagi sylaby z akcentem w taki sposób, że akcentowana może być tylko sylaba ciężka, czyli albo zamknięta, albo zawierająca samogłoskę długą. Wskutek tej zmiany krótkie samogłoski stojące w wygłosie sylaby uległy wzdłużeniu (strnord. vika [ˈwikʰa] „tydzień” > norw. veke [ˈʋeːkʰə] „ts.”, strnord. taka [ˈtʰakʰa] „brać” > norw. ta(ke) [ˈtʰɑː(kʰə)] „ts.”). Inne istotne zmiany fonetyczne to przejście zębowych spółgłosek szczelinowych, zapisywanych jako þ i ð w ich zwarte odpowiedniki (strnord. þing [θiŋk] „rzecz” > norw. ting [tʰiŋ] „ts.”, strnord. þykkja [θykʰːja] „myśleć, sądzić” > norw. tykkje [ˈtʰʏçə] „ts.”, strnord. við [wið] „przeciw” > norw. ved [ʋeː(d)] „przy”) i pojawienie się w części dialektów tzw. „grubego l”. Dodatkowo, we wschodniej części kraju, na skutek zarówno oddziaływania duńskiego języka państwowego, jak i sąsiednich dialektów szwedzkich, obserwuje się częściową monoftongizację ze wzdłużeniem zastępczym (strnord. bein [bein] „noga” > wschodnionor. ben [beːn], ale zachodnionor. bein [bæin] „ts.”, ale strnord. ey [ey] „wyspa” > ogólnonor. øy [œɪ] „ts.”). Dodatkowo między tematem a końcówką mianownika liczby pojedynczej rzeczowników i przymiotników a-tematycznych pojawia się słaba samogłoska wtrącona e, która jednak wraz z samą końcówką zanika w późnej dobie wczesnej (strnord. hestr „koń” > śrnor. hester „ts.” > norw. hest „ts.”, por. isl. hestur z utrzymaną samogłoską wtrąconą i końcówką).
Fleksja norweska ulega w dobie średniej znacznym uproszczeniom. We fleksji czasownikowej zanika najpierw tryb łączący, następnie odmiana czasownika przez liczby, a później także przez osoby. Czasowniki mocne zaczęły stopniowo zatracać ślady regularności procesu stojącego za wymianami samogłoskowymi (chociaż w mniejszym stopniu, niż to ma miejsce w języku angielskim); część z nich przeszła do paradygmatu regularnego. Mniej więcej w tym samym czasie rozpoczyna się proces redukcji odmiany przez przypadki – jej pozostałości to odrębne formy zależne dla zaimków osobowych oraz enklityczne -s, które dostawiane jest do całej grupy nominalnej (den pene jentas hus „dom pięknej dziewczyny”, a nie **dens penes jentas hus, strnord. gentu hús fǫgru).
W zakresie słownictwa w dobie średniej obserwuje się duży napływ zapożyczeń dolnoniemieckich na skutek intensywnych kontaktów z Hanzą. Chociaż obecnie zapożyczenia te stanowią trzon norweskiej leksyki podstawowej, w dialektach często obserwuje się konkurencję między zapożyczeniem a słowem rodzimym (np. bm. i nyn. å begynne – nyn. i dial. å byrje „zaczynać”). Wpływ hanzeatycki jest szczególnie widoczny w gwarze bergeńskiej. Napływ nowego słownictwa zbliżył język norweski do duńskiego i szwedzkiego, a oddalił od pozostałych języków zachodnioskandynawskich, co do dziś powoduje w środowiskach skandynawistycznych spory o jego klasyfikację.

### Doba nowsza

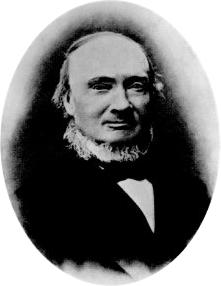
Ivar Aasen

W dobie nowszej najważniejsze procesy fonetyczne, morfologiczne i składniowe już się dokonały, a język norweski nabrał kształtu stosunkowo zrozumiałego dla jego współczesnych użytkowników. Wynikająca z położenia geograficznego Norwegii relatywna izolacja poszczególnych obszarów, jak również odgórne narzucenie duńskiego jako języka pisanego, stosowanego nie tylko w administracji, ale i kulturze, doprowadziły do powstania znacznych różnic językowych między regionami, przy czym najmniej konserwatywne stały się gwary miejskie, a najbardziej – te używane w głębi kraju. Do dziś część z nich, np. gwara doliny Setesdal, zachowuje szczątkowe odmiany przez przypadki, z odrębnymi formami dla celownika. W niektórych miastach – zwłaszcza w Oslo i Stavanger – język zaczął także różnicować się pod wpływem socjalnym: sfery wyższe mówiły inaczej niż pospólstwo i plebs. Socjolektalne zróżnicowanie gwar miejskich istnieje w niektórych miastach do dziś.
W czasach duńskiego panowania w Norwegii wykształcił się duńsko-norweski język koine, który został przyjęty przez ówczesne norweskie elity. Norweski stał się językiem prowincji, natomiast czystego duńskiego używano przy uroczystych okazjach. Zainteresowanie własnym językiem odrodziło się wraz z zainteresowaniem szeroko pojętą ludowością w okresie romantyzmu. Kluczową postacią w procesie odtwarzania norweskiego języka narodowego jest Ivar Aasen, który jako pierwszy zajął się badaniem krajowych dialektów. W latach 40. XIX wieku wyruszył w podróż dookoła Norwegii, której rezultatem była publikacja w 1848 Det norske Folkesprogs Grammatikk („Gramatyki norweskiego języka ludowego”) i w 1850 Ordbog over det norske Folkesprog („Słownika norweskiego języka ludowego”). Aasenowska propozycja utworzenia nowego języka standardowego na podstawie wyników jego badań przyczyniła się do wybuchu konfliktu językowego i podzielenia krajowych elit na zwolenników wariantu riksmål („język państwowy”), opartego na duńsko-norweskim koine, którego współczesną formą jest bokmål, oraz wariantu landsmål („język krajowy”), współcześnie znanego pod nazwą nynorsk. Od 1885 roku oba warianty pisane są równe i dopuszczone do użytku urzędowego. W XX wieku pojawiła się idea wspólnego języka pisanego pod nazwą samnorsk, jednak wskutek oporu opinii publicznej projekt zawieszono w latach 50. i ostatecznie odrzucono w 2002.
Obecnie norweski pozostaje językiem silnie zróżnicowanym dialektalnie, chociaż obserwuje się pewne spłaszczanie lokalnych wariantów i ekspansję gwar miejskich. Standardy bokmål i nynorsk nadal są równouprawnione; w 2014, przy okazji rewizji konstytucji Norwegii, po raz pierwszy przedstawiono ją w obu wersjach językowych. Sporadyczne próby powrotu do idei samnorsk czy też uczynienia wariantu bokmål jedynym urzędowym spotykają się z silną opozycją zarówno w społeczeństwie, jak i w środowiskach rządowych.

## Fonologia
Fonologia języka norweskiego przypomina fonologię sąsiedniego języka szwedzkiego, ale norweszczyzna nie posiada ujednoliconego standardu wymowy. Wskutek znacznego rozdrobnienia dialektalnego i wysokiego prestiżu narzeczy regionalnych wszelkie warianty wymowy uchodzą za równoważne. Norweski jest stosunkowo bliski równowagi spółgłoskowo-samogłoskowej, przy czym o ile samogłoski są stosunkowo stabilne (występują niewielkie odchylenia w poszczególnych dialektach), o tyle w systemie spółgłoskowym różnice są dość znaczne.

### Samogłoski

#### Monoftongi
|                | Przednie       | Przednie    | Przednie    | Przednie | Centralne | Centralne | Tylne  | Tylne |
| niezaokrąglone | niezaokrąglone | zaokrąglone | zaokrąglone |          | Centralne | Centralne | Tylne  | Tylne |
| krótkie        | długie         | krótkie     | długie      | krótkie  | długie    | krótkie   | długie |       |
| -------------- | -------------- | ----------- | ----------- | -------- | --------- | --------- | ------ | ----- |
| Przymknięte    | ɪ              | iː          | ʏ           | yː       | ʉ̞         | ʉː        | ʊ      | uː    |
| Średnie        | ɛ̝              | eː          | œ           | øː       | ə         |           | ɔ      | o̞ː    |
| Otwarte        | æ              | æː          |             |          |           |           | ɑ      | ɑː    |

Samogłoski wschodnionorweskie

Norweski ma dziewiętnaście fonemów samogłoskowych. Długość jest cechą dystynktywną wyłącznie w sylabach akcentowanych (iloczas jest więc powiązany z akcentem, podczas gdy np. w języku czeskim i historycznie w polskim długa samogłoska może znaleźć się w sylabie nieakcentowanej). Dodatkowo samogłoski nieakcentowane ulegają redukcji. /ə/ występuje wyłącznie w sylabach nieakcentowanych.
W dialektach wschodnich i z regionu Trøndelag pojawia się zjawisko harmonii wokalicznej (jamning). Proces ten może być całkowity (utjamning), tzn. samogłoski stają się identyczne (np. strnord. vera → trøn. varra /ˈʋɑɾɑ/; bm. være /ˈʋæːɾə/, nn. vere /ˈʋeːʀə/), lub częściowy (tiljamning), tzn. samogłoski zbliżają się do siebie względem pewnych cech, np. zaokrąglenia czy długości, ale pozostają różne (np. strnord. vika → sunnm. vekko /ˈʋeku/; bm. uke /ˈʉːkə/, nn. veke /ˈʋeːkə/). Norweska harmonia wokaliczna jest ograniczona do tych wyrazów, których rdzenna sylaba w języku starnordyjskim była lekka, tzn. składała się z krótkiej spółgłoski i krótkiej samogłoski.

#### Dyftongi
Norweski ma trzy fonemiczne dyftongi (dwugłoski): /œɪ æɪ æʉ/. Frekwencja ich występowania różni się między poszczególnymi dialektami – im dalej na wschód, tym dyftongi są rzadsze. Wynika to z historycznych procesów monoftongizacyjnych, które zaszły we wschodniej części kraju. Oprócz trzech dyftongów fonemicznych od połowy XX wieku obserwuje się pojawianie się nowych dyftongów: /ɛɪ ɔɪ ɑɪ/, których dystrybucja jest ograniczona do zapożyczeń. Część badaczy skłania się do postrzegania norweskich dyftongów jako sekwencji samogłoska+półsamogłoska [j w], podobnie jak w języku duńskim.

### Spółgłoski
|              |              | Wargowe | Zębowe/ dziąsłowe | Retrofleksyjne | Tylnojęzykowe | Krtaniowe |
| ------------ | ------------ | ------- | ----------------- | -------------- | ------------- | --------- |
| Nosowe       | Nosowe       | m       | n                 |                | ŋ             |           |
| Zwarte       | bezdźwięczne | p       | t                 |                | k             |           |
| Zwarte       | dźwięczne    | b       | d                 |                | ɡ             |           |
| Szczelinowe  | bezdźwięczne | f       | s                 | ʂ              | ç             | h         |
| Aproksymanty | Aproksymanty | ʋ       | l                 |                | j             |           |
| Uderzeniowe  | Uderzeniowe  |         | ɾ                 | ɽ              |               |           |

Norweski inwentarz spółgłosek podlega znacznym wahaniom dialektalnym. Na poziomie fonemicznym różnice dotyczą realizacji spółgłoski rotycznej, która na zachodzie i południu kraju realizowana jest jako bezdźwięczna ([χ]) lub dźwięczna spółgłoska szczelinowa języczkowa ([ʁ]), lub też jako spółgłoska drżąca języczkowa ([ʀ]), co powstrzymuje jego asymilację z kolejną spółgłoską i wytworzenie się retrofleksyjnych spółgłosek w miejsce zbitek, a także zlania się fonemów /ʂ/ i /ç/ w jeden dźwięk, zwykle [ʃ~ʂ]. Języczkowa realizacja spółgłoski rotycznej staje się coraz powszechniejsza szczególnie wśród młodych ludzi. Proces zlewania się fonemów /ʂ/ i /ç/ spotyka się natomiast z pewnym oporem społecznym i jest nacechowany negatywnie.
Na poziomie allofonicznym różnice są większe. Dotyczą one m.in.:
- sposobu wymowy grupy spółgłoskowej rd, która w dialekcie trønderskim, dialekcie wschodnionorweskim i w południowych gwarach północnonorweskich jest artykułowana jako [ɽ], nazywane potocznie „grubym l” (tjukk l). Jego status jako fonemu jest dyskusyjny z powodu świadomego unikania tego dźwięku w starannej wymowie[8].
- dystrybucji dźwięcznych i bezdźwięcznych spółgłosek zwartych. W południowych i południowo-zachodnich gwarach norweskich zachodzi udźwięcznienie zwartych w pozycji między samogłoskami (lenicja; kake „ciasto” > [ˈkɑːgə], baker „piekarz” > [ˈbɑːgæʁ], piker „dziewczyny” > [ˈpiːgɵʁ]). Podobny proces miał miejsce wcześniej w języku duńskim.
- dyssymilacji grup spółgłoskowych, podobnie jak w języku islandzkim. Jest to cecha wiejskich gwar zachodniej Norwegii. W wyniku dyssymilacji pierwszy element geminaty zostaje zamieniony na odpowiadającą miejscem artykulacji spółgłoskę zwartą (nn > [dn]: kunne [ˈkʉdnɑ], ll > [dl]: kalle [ˈkɑdlɑ], mm > [bm]: gammal [ˈgɑbmɑl])[9][33]. Przez analogię proces ten często jest rozszerzany na spółgłoski retrofleksyjne, szczególnie [ɳ], które przybiera wymowę [dn]: barn [bɑdn][9].
- preaspiracji spółgłosek zwartych[41].

### Prozodia

#### Akcent dynamiczny
Norweski akcent dynamiczny jest ściśle powiązany z wagą sylaby i pada najczęściej na ostatnią sylabę ciężką w rdzeniu, tj. zamkniętą (struktura CVC) bądź zawierającą długą samogłoskę (struktura CVː) – kaste, stryke. Zasada ta dotyczy przede wszystkim słownictwa rodzimego. Wyróżnia się trzy podstawowe odstępstwa:
- w derywatach powstałych przy pomocy dodania prefiksu pochodzenia rodzimego akcent może padać na prefiks (forstand, unngå, vantru, ale forsøk, unnvike, vanhelse)[33],
- akcent dynamiczny nigdy nie pada na zapożyczone z języka dolnoniemieckiego prefiksy an-, be- i ge-, które, jako nieproduktywne, często postrzegane są jako część rdzenia, a nie morfemy słowotwórcze[42],
- w latynizmach i galicyzmach zwykle zachowane zostaje miejsce padania akcentu z języka oryginalnego (professor, informasjon, kafé, klisjé)[38].

Wyrazy gramatyczne w nienacechowanej emocjonalnie czy stylistycznie wypowiedzi nie posiadają własnego akcentu i tworzą zestroje akcentowe z wyrazami słownikowymi.

#### Akcent toniczny
Chociaż w języku norweskim obserwuje się akcent toniczny, jego znaczenie jest marginalne, o czym świadczy z jednej strony niewielka liczba par minimalnych, które byłyby odróżnialne tylko za pomocą tej cechy – i jeszcze mniejsza liczba takich par minimalnych, których odróżnienie jest trudne kontekstowo, a z drugiej ich zanik w wielu gwarach północnej Norwegii i okręgu Hordaland. Pochodzenie norweskiego i szwedzkiego akcentu tonicznego, jak również najprawdopodobniej powiązanego z nimi duńskiego stødu, nie zostało do końca wyjaśnione. W języku norweskim występują dwa tony, których realizacja fonetyczna różni się między poszczególnymi regionami. W gwarach zachodnich ton 1 rozpoczyna się wysoko na sylabie akcentowanej i opada w dalszych segmentach zestroju akcentowego, a ton 2 rozpoczyna się nisko na sylabie akcentowanej i nieznacznie tylko opada w dalszych segmentach zestroju. W gwarach wschodnich ton 1 rozpoczyna się wysoko na sylabie akcentowanej, nieznacznie opada, po czym ponownie wzrasta w dalszych segmentach zestroju, podczas gdy ton 2 rozpoczyna się podobnie wysoko, ale opada dosyć znacznie przed ponownym wzrostem w dalszych segmentach. W gwarach pozbawionych opozycji tonalnej intonacja wyrazowa zbliżona jest do zachodnionorweskiego tonu 1. W dialektach tonicznych różnica między tonami może się zacierać w wymowie nacechowanej emocjonalnie czy stylistycznie.

## Ortografia

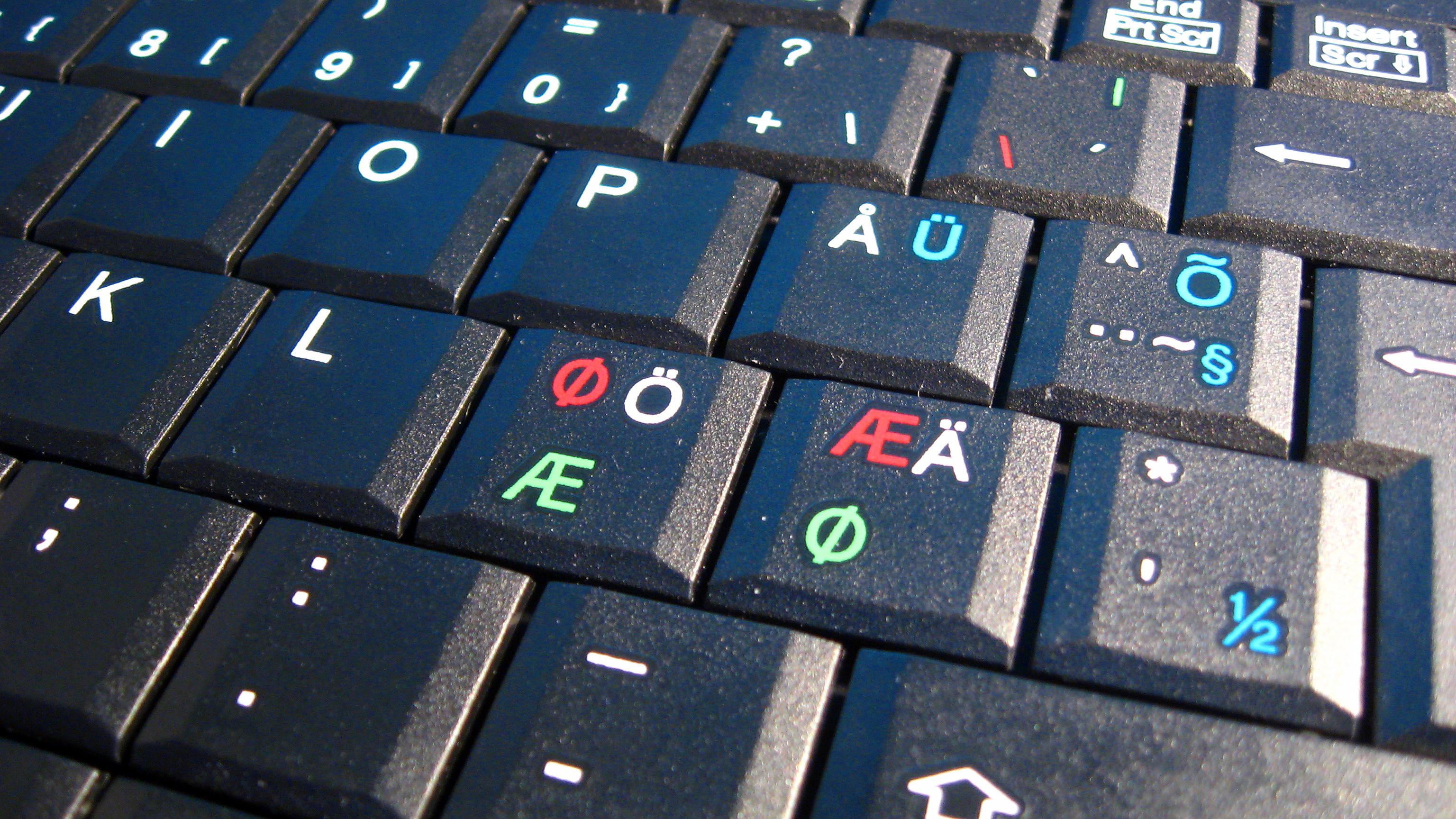
Klawiatura ze skandynawskimi literami.

## Dialekty

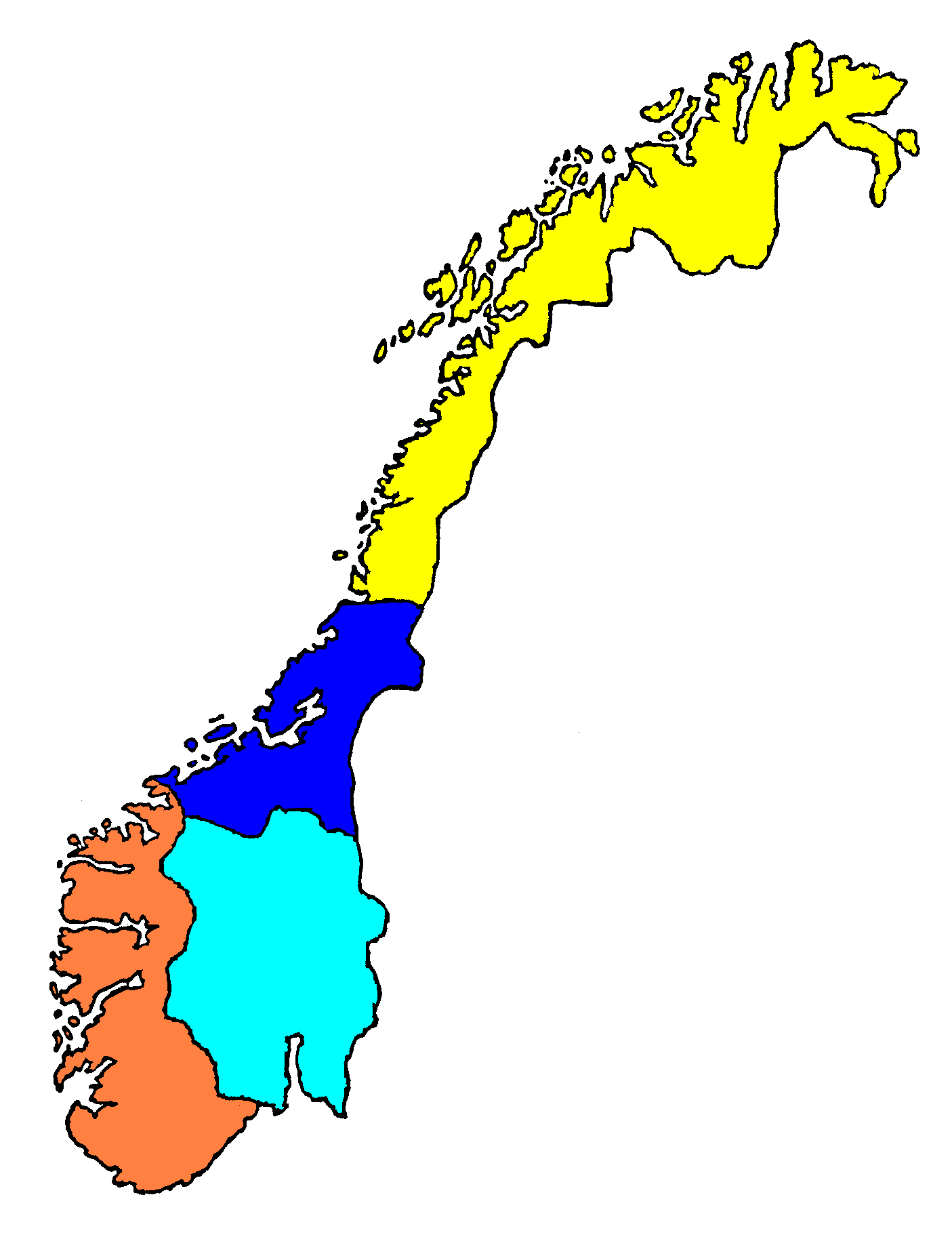
Dialekty norweskie
Dialekt zachodnionorweski
Dialekt wschodnionorweski
Dialekt trønderski
Dialekt północnonorweski

## Gramatyka